# قناة جيويش نيوز وان
شبكة الأخبار اليهودية 1 (بالإنجليزية: Jewish News One)‏ هي شبكة أخبار يهودية عالمية مغلقة. كان هدفها نقل الأخبار العالمية وأيضاً الأخبار المتعلقة بالجالية اليهودية في جميع أنحاء العالم. والمعروفة أيضاً عند بعض المشاهدين باسم (قناة الجزيرة اليهودية)، إلى أن تم إغلاقها واستبدالها بأوكرانيان نيوز وان (بالإنجليزية: Ukrainian News One)‏ .

## التاريخ

### الخلفية
يملك القناة إيغور كولويموسكي وڤاديم رابينوفتش.

### الإطلاق
تم إطلاق القناة في 21 سبتمبر 2011 م.

## أهداف القناة
قال ألكسندر زانزر رئيس مكتب الشبكة في بروكسل عن أهداف القناة:
شبكة الأخبار اليهودية 1 ليس بالضرورة أن تكون منحازة أو مضادة لإسرائيل، سيُعرض الجانب اليهودي ومن حق الجمهور أن يقرر ما الأخبار الحقيقية